# Gewone eikvaren
De gewone eikvaren (Polypodium vulgare) is een plant uit de eikvarenfamilie (Polypodiaceae). De varen komt in Nederland vrij algemeen voor, met name in de duinen, in bossen op zandgronden, op muren en aan de voet van eiken.

## Kenmerken
De schubbige, kruipende wortelstok komt vaak aan de oppervlakte. De wortelstok is  dicht met bruine schubben bezet, dik en enigszins vlezig is. De bladen zijn vrij dik en kunnen tot 45 cm lang worden. Zij overwinteren. Er zijn tot vijfentwintig bladslippen, die meestal stomp zijn en onderaan niet merkbaar langer zijn dan bovenaan. De sporenhoopjes (sori) zijn rond, naakt en hebben een doorsnede van 1-3 mm. Er zijn twee rijen aan beide kanten van de middennerf. 
microscopische kenmerken
Het sporenkapsel is in het begin geel en wordt later donkerbruin. De rand (annulus) er van heeft meestal 10-14 verdikte cellen en is door een onverdikte cel gescheiden van de steel.

## Verspreiding
De varen komt voor in West-Europa en Noord-Afrika. In Frankrijk komt hij algemeen voor en groeit er tot op een hoogte van 2000 meter. Ook in Nederland en België is de plant algemeen. Hij is vrij algemeen in Scandinavië en de Karpaten. Na introductie in Nieuw-Zeeland gedraagt de soort zich in het wild invasief. 

## Externe link

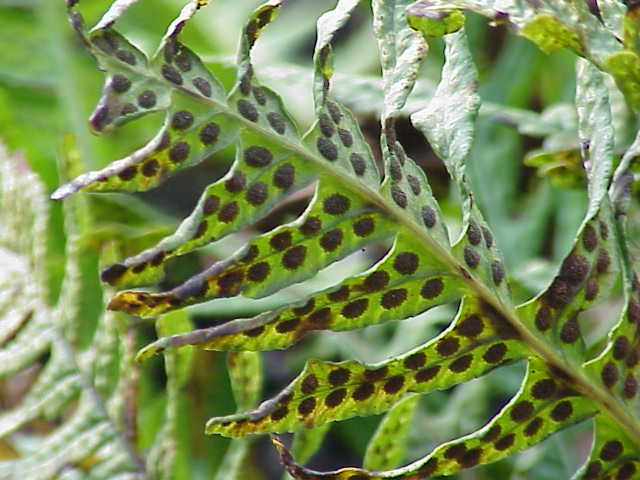
Sporenhoopjes op blad